# Ribera d'Ebre
Ribera d'Ebre is een comarca van de Spaanse autonome regio Catalonië. Het is onderdeel van de provincie Tarragona. In 2005 telde Ribera d'Ebre 22.925 inwoners op een oppervlakte van 827,31 km². De hoofdstad van de comarca is Móra d'Ebre.

## Gemeenten
| Gemeente               | Inwoners | Gemeente         | Inwoners | Gemeente        | Inwoners |
| ---------------------- | -------- | ---------------- | -------- | --------------- | -------- |
| Ascó                   | 1601     | Benissanet       | 1169     | Flix            | 4029     |
| Garcia                 | 498      | Ginestar         | 950      | Miravet         | 799      |
| Móra d'Ebre            | 5012     | Móra la Nova     | 3214     | La Palma d'Ebre | 403      |
| Rasquera               | 898      | Riba-roja d'Ebre | 1357     | Tivissa         | 1789     |
| La Torre de l'Espanyol | 740      | Vinebre          | 466      |                 |          |

## Specialiteiten
- Vimblanc, een witte dessertwijn